# دود و آتش (ترانه سابرینا کارپنتر)
«دود و آتش» (به انگلیسی: Smoke and Fire) ترانه‌ای از هنرمند اهل ایالات متحده آمریکا سابرینا کارپنتر است، که در ۱۹ فوریه ۲۰۱۶ توسط هالیوود رکوردز منتشر شد.